# Niño del Cerro El Plomo

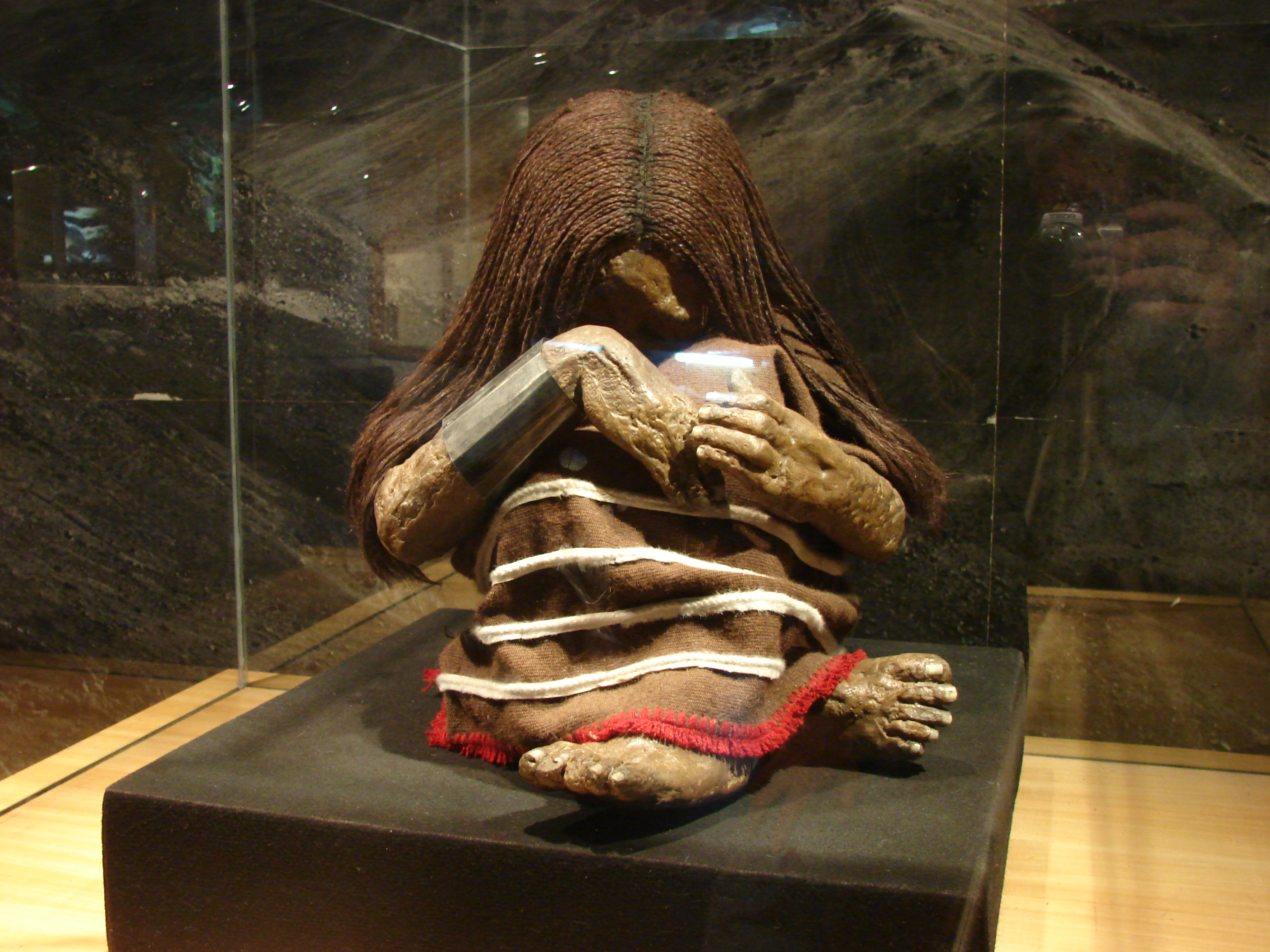
La réplica del Niño del cerro El Plomo en la exhibición en el Museo Nacional de Historia Natural, en Santiago (Chile)

El Niño del cerro El Plomo (también conocido como Momia del cerro El Plomo, Momia del Plomo, Niño de El Plomo o Cauri Paccsa) son los restos bien preservados de un niño inca encontrado en el cerro El Plomo (región Metropolitana de Santiago, Chile) en 1954, y que actualmente se encuentra conservado en el Museo Nacional de Historia Natural. Fue el primer descubrimiento de un cuerpo excelentemente conservado en gran altitud, ofrendado en la ceremonia inca de la Capacocha. Es la momia incaica más austral del Tahuantinsuyo.

## Hallazgo

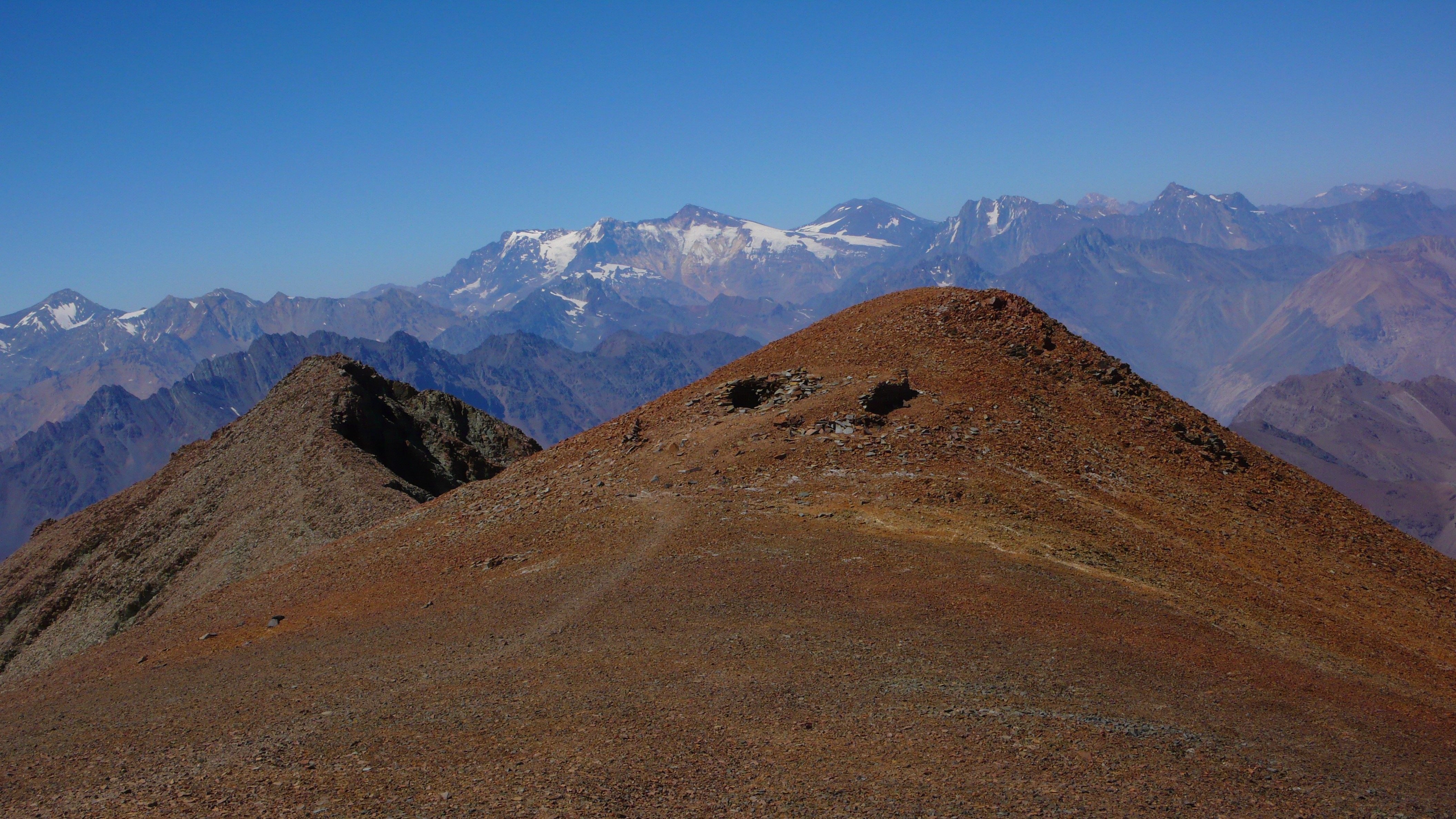
El Adoratorio o Pirca del Inca en el camino al enterratorio

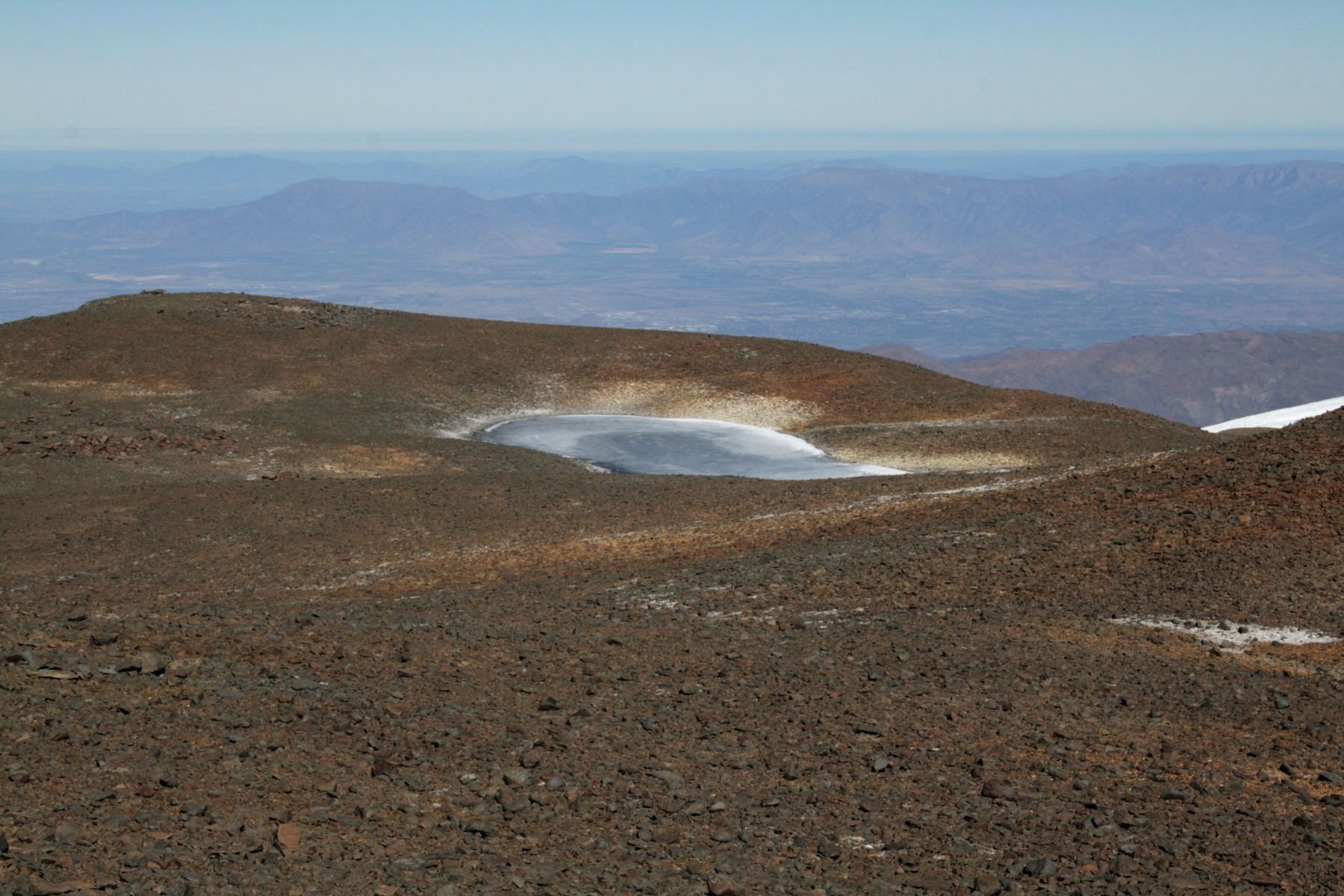
La zona del Enterratorio vista desde la cima de El Plomo. La tumba devastada con pala y chuzo por los saqueadores ya no se aprecia al lado de la laguna de la cumbre.

En la cumbre y antecumbre del cerro El Plomo se hallan algunas construcciones de piedra, y cerca de su misma cumbre se descubrió a un niño inca momificado del siglo XV, el 1 de febrero de 1954, por José Ortega arriero de la zona, pero su descubrimiento se le adjudicó a Luis Gerardo Ríos Barrueto, su sobrino Jaime Ríos Abarca y Guillermo Chacón Carrasco. Los arrieros iniciaron una excursión al cerro desde Puente Alto, con el fin de examinar estructuras de piedra a 5.400 metros de altura, en la cordillera junto a la ciudad de Santiago.
Guillermo Chacón era un buscador de minas y tesoros, y subió el cerro siguiendo la huella de un yacimiento de plata. En excavaciones hechas antes en el lugar, Chacón encontró varias figuritas de oro, plata y concha. En la expedición de febrero de 1954 la avanzada edad de Chacón, a quien además le faltaba la mano izquierda, le impidió ascender al sector llamado «Piedra numerada» donde se encontraban las mencionadas construcciones. Sin embargo, Luis Gerardo Ríos y su sobrino Jaime alcanzaron el punto más alto donde comenzó el trabajo de excavación. Extenuados por el trabajo físico y por la altura, Jaime Ríos encontró en una de las construcciones o pircas, dos figuras de camélidos, una hecha de oro y plata, y la otra de concha de mullu, junto con otros objetos que componían la ofrenda del Niño.
Luis y Jaime Ríos continuaron excavando hasta dar con un objeto, que si bien no era duro, ofrecía resistencia para ser extraído, como si fuera una piedra. Tras descansar y comer, retomaron la labor de extracción, pero esta vez usando palas y chuzos. Al cavar un metro sobre la base de una de las ruinas que allí existen, encontraron enterrado el cuerpo de un niño. Estaba sentado en el suelo, con los brazos enlazados en torno a sus piernas y su cabeza reposaba sobre el hombro y brazo derechos. Antes de morir cubrió sus piernas con su corta túnica, tratando de protegerse del intenso frío. Sus ojos estaban cerrados y parecía que dormía plácidamente. Luis Gerardo Ríos extrajo el cuerpo y se lo entregó a su sobrino. Los Ríos descendieron al sector de «Piedra numerada» y pasaron la noche con Guillermo Chacón, a quien le relataron el peculiar hallazgo del cadáver del niño. Al día siguiente, los expedicionarios optaron por descender sólo con los objetos, sin el cuerpo encontrado, que dejaron enterrado en una cueva.

## Adquisición del cuerpo por el Museo Nacional de Historia Natural

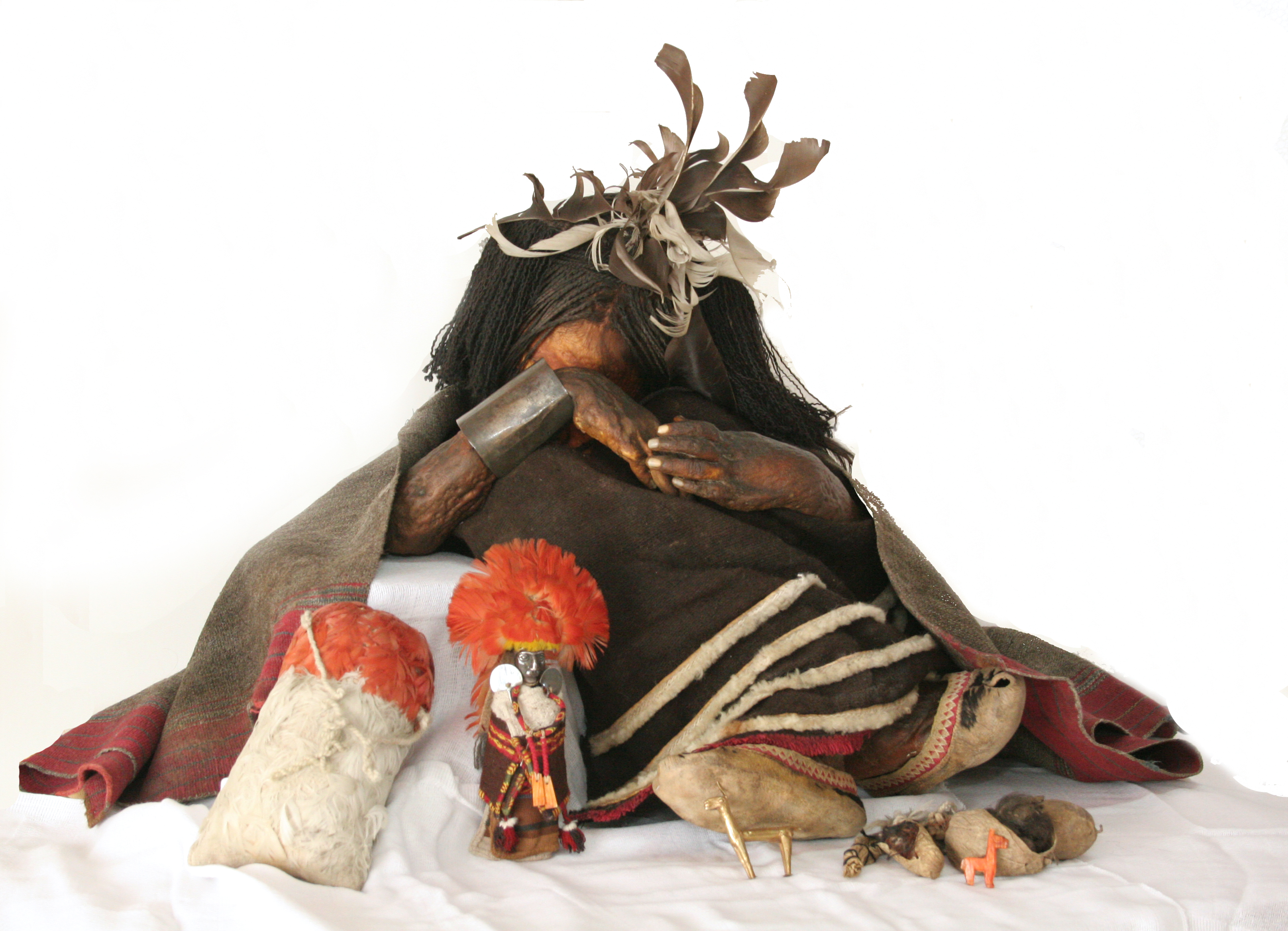
Niño del cerro El Plomo, con ajuar funerario

Luego de algunas semanas, Guillermo Chacón le propuso a Luis Gerardo Ríos hablar con alguien que les diera pistas sobre el valor de lo encontrado en las pircas. Luego de recurrir sin éxito al Museo Histórico Nacional, los expedicionarios acudieron al Museo Nacional de Historia Natural, en la Quinta Normal.
En el MNHN fueron recibidos por Grete Mostny, en ese entonces Jefa de la Sección de Antropología, quien examinó los objetos hallados por Chacón y Ríos, quienes buscaban venderlos. También le relataron el hallazgo del cadáver del niño. Todo esto generó el interés de la investigadora, quien quería que el director del museo, Humberto Fuenzalida, también revisara los objetos. No obstante, no se logró un acuerdo para la compra de los artefactos hallados. Con todo, Grete Mostny mantuvo el interés en el cuerpo encontrado por Luis Gerardo y Jaime Ríos. Mostny se trasladó a Puente Alto junto con Alberto Medina, antropólogo de la Universidad de Chile, con el propósito de adquirir el cuerpo e integrarlo a las colecciones del MNHN. El 18 de marzo, Guillermo Chacón y Luis Gerardo Ríos ascendieron nuevamente, retiraron el cuerpo del niño de la cueva donde lo depositaron y bajaron a Puente Alto. Grete Mostny exhortó a Humberto Fuenzalida para que comprara la pieza, afirmando que era necesario hacer cualquier sacrificio para concretar su adquisición, ya que el cuerpo constituía un tesoro de enorme valor. Tras difíciles negociaciones entre Guillermo Chacón y el director Fuenzalida, se acordó el pago de 45 mil pesos de la época por la pieza. El hallazgo y posterior venta del cuerpo al museo generó revuelo periodístico en su momento, incluso despertando el interés de medios de prensa internacionales, como la mundialmente conocida revista Life. Erróneamente el cuerpo fue publicitado como la «momia del Cerro El Plomo», además de señalar que se trataba de una princesa. 
La Editorial Zig-Zag publicó un folleto del hallazgo, en colaboración con el Centro de Estudios Antropológicos de la Universidad de Chile. En este documento se detallan las pesquisas que realizaron diversos montañistas en la zona en la que se encontró el cuerpo, información que sirvió para tener más claridad sobre las circunstancias en las que se halló el cuerpo del niño. Un ejemplo son las características del sitio, en el que existían tres construcciones cuadrangulares de pirca. El niño se encontraba en la más grande de estas construcciones, que medía siete metros de largo por tres de ancho, según mediciones realizadas por los montañistas Luis Krahl y Óscar González, miembros del Grupo de Alta Montaña del Club Andino de Chile. 

### Impacto en la carrera de Grete Mostny

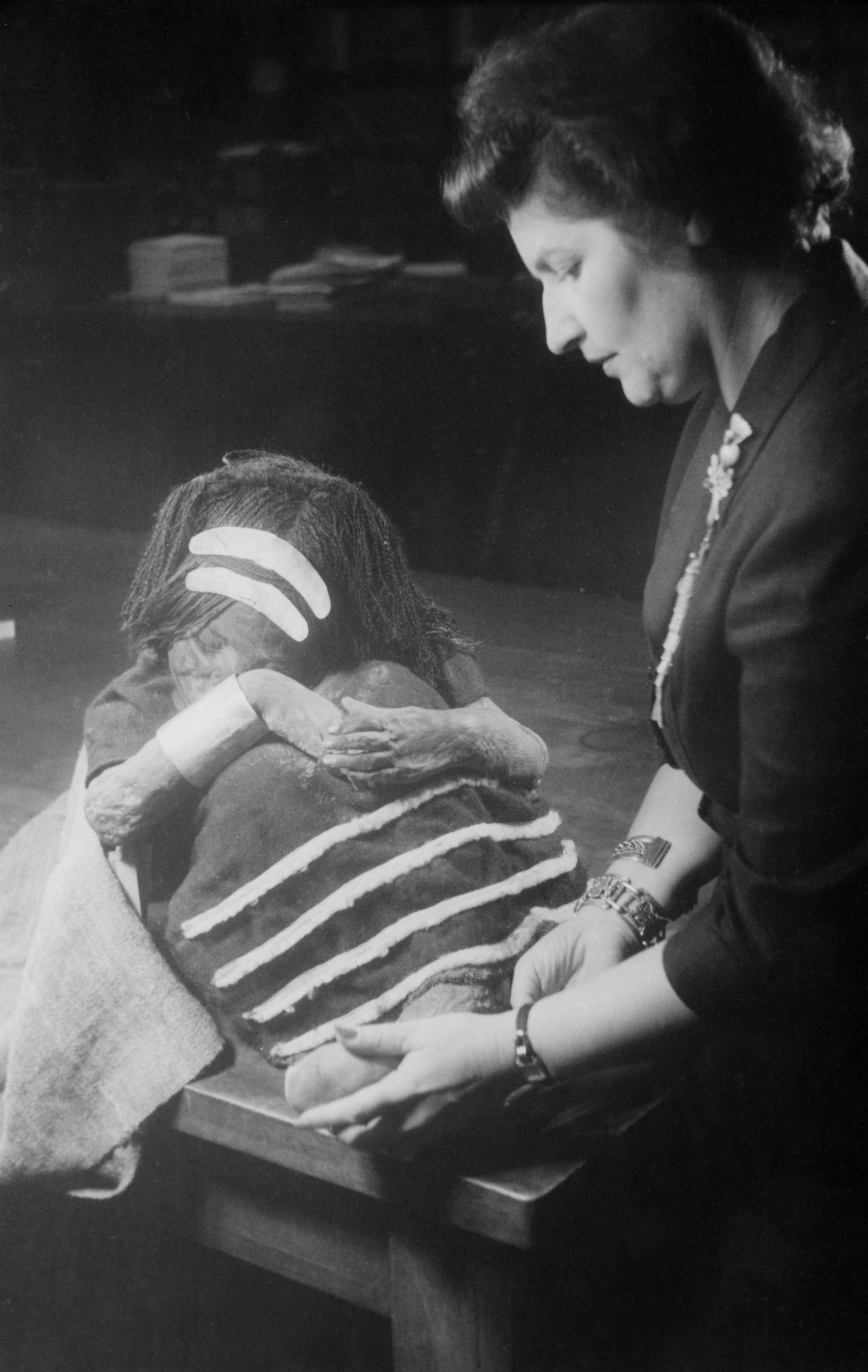
Grete Mostny y el Niño del cerro El Plomo (Foto de Frans Stoppelman, 1954)

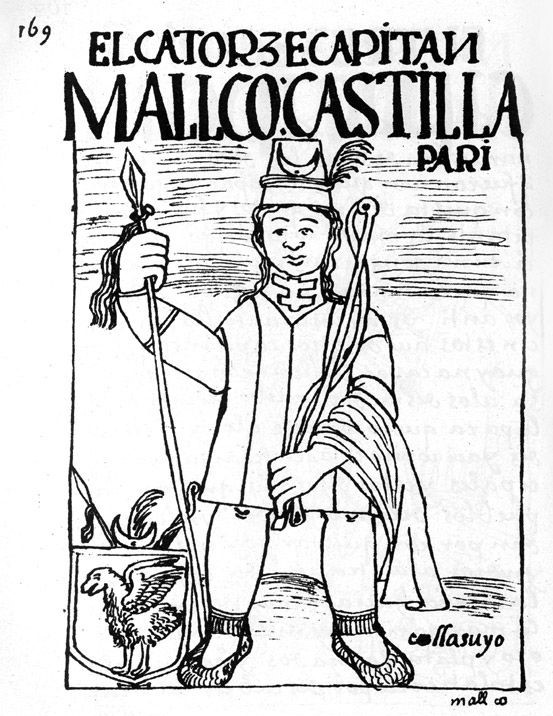
Un cacique del Collasuyo, según Guamán Poma de Ayala

El Niño del Cerro El Plomo marcó un hito en la trayectoria de Grete Mostny como arqueóloga. Esto porque el hallazgo fue un suceso único en su género no solamente a nivel nacional, sino que en todo el continente americano. Gracias a este descubrimiento, prácticamente se inauguró la arqueología en las altas montañas de los Andes. Como consta en la biografía que el escritor chileno Francisco Mouat realizó de Grete Mostny, la investigadora anotó en su informe, publicado en el Tomo 27 del Boletín del MNHN:

Nunca antes se había encontrado un cadáver congelado de un miembro del imperio incaico y tampoco se habían hecho hallazgos de sepulturas a 5.400 metros sobre el nivel del mar. Gracias a los rasgos del clima, el cuerpo se ha conservado en óptimas condiciones, dando la impresión al observador de encontrarse frente a un individuo dormido y que puede despertar en cualquier momento. Cuando se efectuó el hallazgo, éste era simplemente un cadáver congelado y su conservación se debía únicamente a su permanencia durante varios siglos en un ambiente cuya temperatura estaba bajo cero grados o muy cerca de ella. El proceso de momificación empezó con el traslado del cuerpo a otras condiciones climáticas […] a tres mil metros de altura, donde los descubridores lo tuvieron guardado durante cinco semanas, y más tarde en Santiago mismo. Pero de ningún modo se trata de una momia preparada artificialmente (como por ejemplo las egipcias) sino el producto de un proceso natural, llamado momificación en el sentido clínico.

## Origen del cuerpo

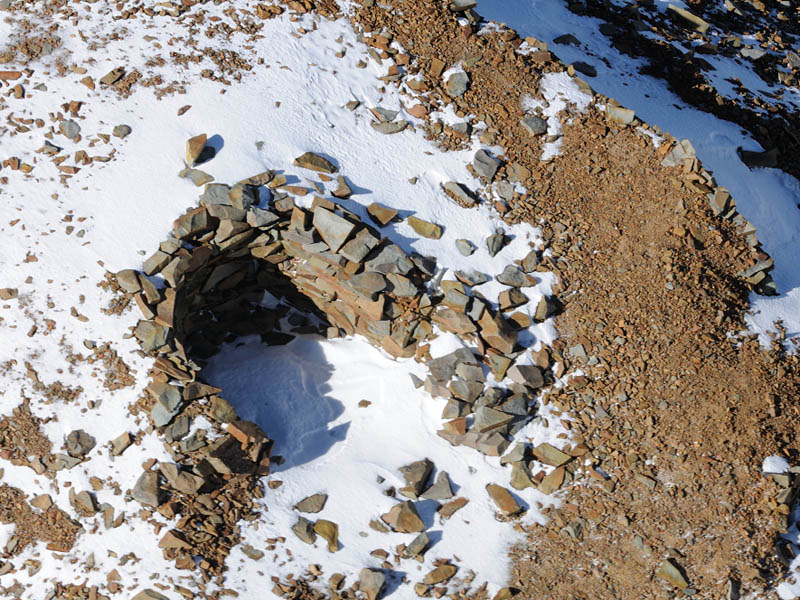
Adoratorio inca en el cerro El Plomo

A pesar de los análisis, estudios y tiempo transcurrido desde su hallazgo, actualmente no ha sido posible determinar con precisión la procedencia ni la filiación étnica del Niño del Cerro El Plomo. No obstante, se ha postulado que sería originario de una comunidad del Collasuyu, una provincia que comprendía la parte sur del Imperio incaico, lo que abarca desde el altiplano que comparten en la actualidad Perú y Bolivia hasta la zona central de Chile y el noroeste de Argentina. Esto se postula a partir de las vestimentas del niño, así como de la revisión de las crónicas de la época.
El cronista indígena del siglo XVII Felipe Guamán Poma de Ayala, en El Primer Nueva Corónica y Buen Gobierno (1615) describe a un jefe del Collasuyu que porta un adorno de plata bajo la barbilla, un brazalete y calza mocasines, prendas que coinciden con la indumentaria del niño del Cerro El Plomo.

### Cauri Paccsa, posible nombre del niño
En el Área de Antropología del MNHN, y a partir de estudios y repaso de documentación sobre la ceremonia de la Capacocha, se encontró una cita en donde Rodrigo Hernández Príncipe, refiriéndose a capacocha en honor de las huacas rayo, sol, etc. decía que «...enviaron a sacrificar a Chile a Cauri Paccsa, y a Titicaca a Munay Carhua,...». La cita fue hallada por Eliana Durán, arqueóloga del museo.
Si bien no es totalmente certero que Cauri Paccsa sea el Niño de Cerro El Plomo, la denominación se comenzó a utilizar, pero de forma reservada, sólo al interior de la institución, para no dar pie a equívocos. Solamente se maneja como hipótesis. No obstante, el nombre de Cauri Paccsa se difundió más allá del MNHN, a pesar de que hasta hoy esta supuesta identidad del Niño del Cerro El Plomo es una hipótesis no comprobada.

## Ceremonia de la Capacocha

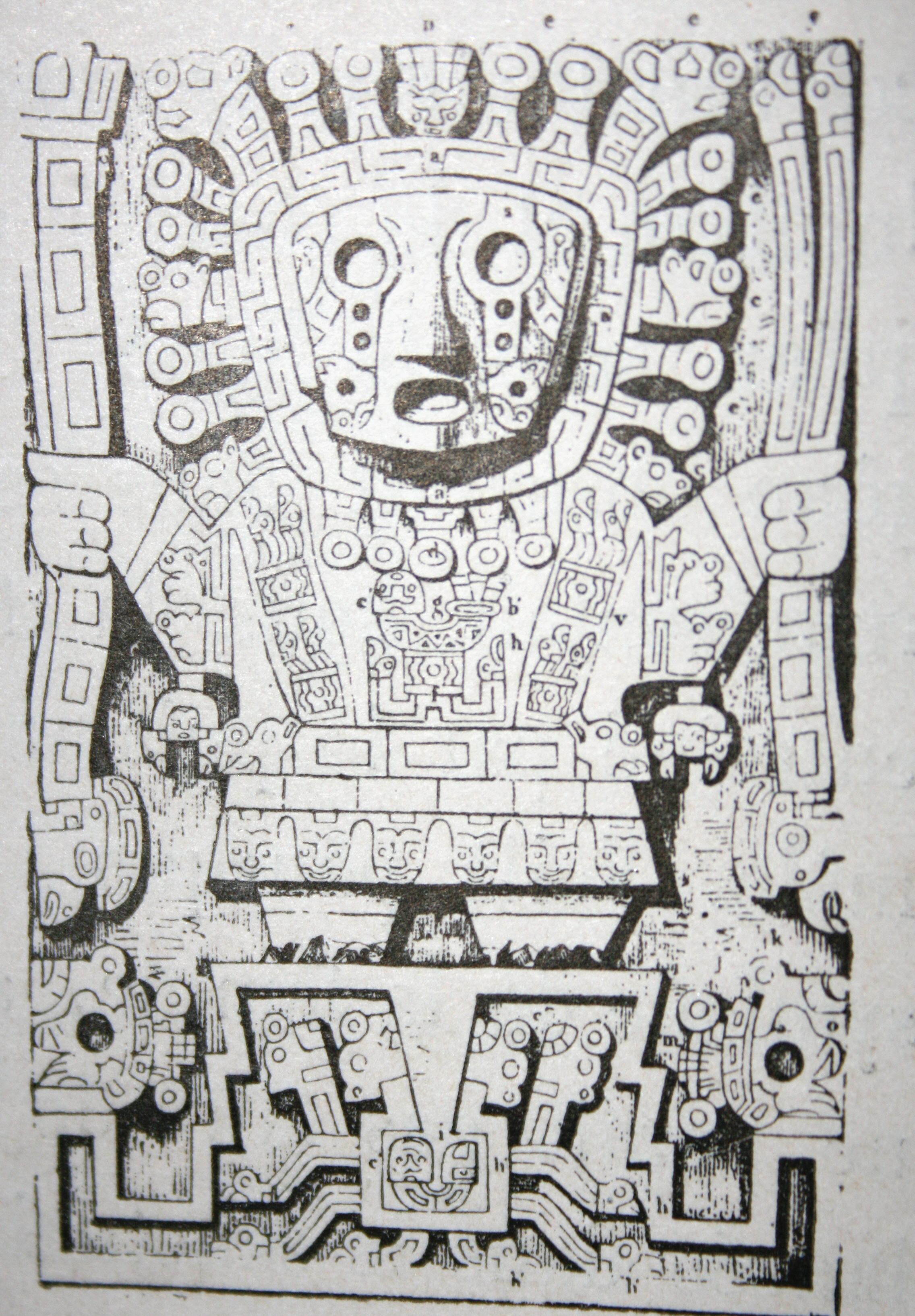
Ícono de Viracocha

El ritual abarcaba las cuatro regiones del Tawantisuyu. Cada aldea de esas cuatro direcciones enviaba a Cuzco uno o dos niños entre 6 y 10 años -aunque ahora ya se estima que tenían entre 8 y 15 años-. Eran niños bellos y libres de todo defecto. Cuando llegaban a la ciudad, a la plaza principal, al ushnu (centro simbólico del universo incaico) eran recibidos por el Inca y los sacerdotes, quienes sacrificaban animales selectos y presidían el matrimonio simbólico de niñas y niños. Daban dos vueltas alrededor de la plaza. Y luego los niños, los sacerdotes y una comitiva de acompañantes emprendían el viaje de regreso a sus hogares (ahora se cree que los niños permanecían un tiempo en Cuzco antes de emprender la vuelta). Al retornar no debían tomar el camino real, el camino del inca como a la ida, sino que debían emprender uno nuevo, en línea recta por el territorio accidentado, cruzando valles, ríos y montañas. Cuando llegaban a sus aldeas eran bien recibidos por su gente. Los alimentaban, les daban chicha (una bebida de maíz fermentado) hasta emborracharlos y luego los enterraban en zonas altas, en medio de ofrendas ricas para la ocasión. Los últimos hallazgos arqueológicos han comprobado que morían con el estómago lleno, y la chicha era para que no pasaran frío y la muerte llegara sin darse cuenta. Los relatos literarios ponen el acento en las ofrendas que acompañan a los niños. Eran ofrendas en miniatura en metales preciosos, conchas marinas y textiles. Los hallazgos arqueológicos han encontrado las sepulturas infantiles y los objetos que los acompañaban intactos.  
En el caso del niño del Cerro El Plomo, fue vestido para la ceremonia con una camisa de lana oscura o unku, con adornos de piel de color blanco ribeteados con flecos de lana roja, una manta o yakolla que cubría su espalda y en sus pies llevaba mocasines de cuero o hissku, decorados con cintas de lana bordada. Pintaron su rostro de rojo con franjas ocres y su cabello fue peinado con más de doscientas trenzas, ciñéndole la cabeza con un llautu, un cordón de pelo fuertemente torcido de varias vueltas, que descendía bajo la barbilla, sosteniendo un adorno de plata en forma de dos medialunas. En su antebrazo derecho lucía un ancho brazalete de plata y sobre su cabeza llevaba un tocado de lana negra, coronado con plumas de cóndor. Fue depositado en una cámara excavada en el lugar denominado enterratorio, y posteriormente cubierto con lajas. Cercano a él, en el relleno de las pircas de la cumbre, fue enterrada una estatuilla femenina de plata vestida con una larga falda, amarrada con una faja a la cintura, con una manta en la espalda, sujeta por dos tupu (alfiler de plata) un gran tocado de plumas rojas en la cabeza, y otros adornos simbólicos. 
Después de que fuera realizada la ceremonia, la comitiva retomó el camino de regreso y el niño quedó solo, la altura de la montaña hacía que el frío fuera extremo a pesar de que el pequeño estaba adormecido con la chicha, con estas condiciones en su nicho aumentó su temblor, y se acurrucó de modo fetal, para protegerse del frío, y en estas condiciones su cuerpo fue bajando de temperatura y la hipotermia le provocó la muerte; se comprobó que en los últimos instantes de vida vomitó y defecó sobre sí mismo. Eliana Durán, arqueóloga del MNHN, señala que el pequeño «fue emborrachado con coca e instalado en su sepulcro de piedra y hielo. Se adormeció lentamente con el frío y sin sufrir dolor alguno ni darse cuenta, falleció». 

Aquí se observan significativas coincidencias entre el enterratorio del Cerro El Plomo con el del cercano Aconcagua: además de la cercanía geográfica en el confín meridional del Imperio y una similar altura sobre el nivel del mar (5.400 y 5.300 m s. n. m.) las analogías se hallan en las edades de los niños sacrificados y en su sexo (masculino en ambos), en la riqueza de las prendas textiles, y sobre todo en las estatuillas: la llama de oro y las dos de valvas de spondylus del ajuar del niño del Aconcagua, son idénticas a las recuperadas en la cumbre del cerro El Plomo. (Esto sugiere la posibilidad de que ambas ceremonias se hayan realizado simultáneamente, o sea al mismo tiempo.)

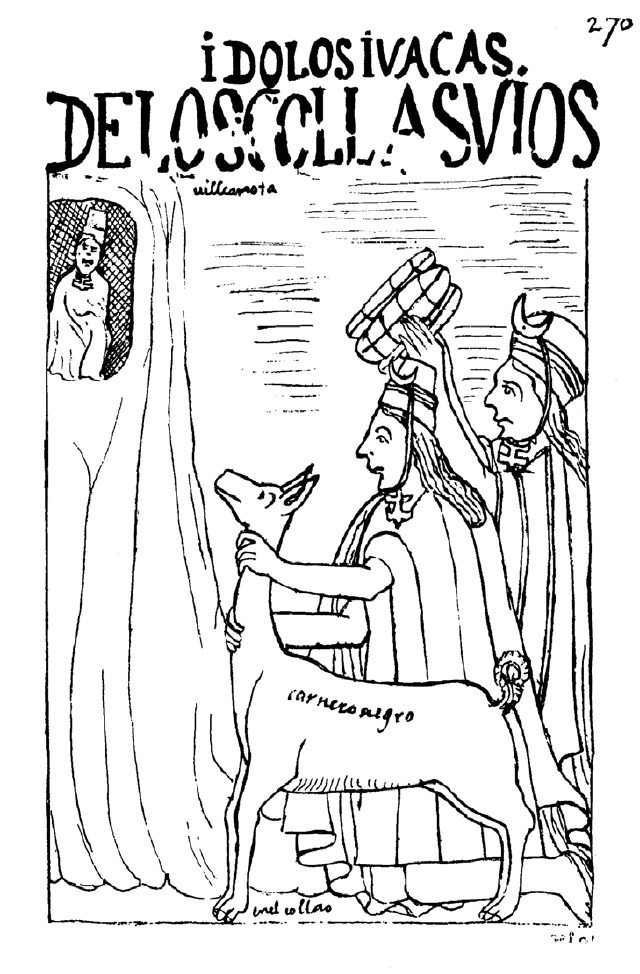
Huaca del Collasuyo

El Capacocha ofrendado en El Plomo debió pasar por Corral Quemado en el camino al sacrificio. Había un tambo inca en el lugar, en el Camino de Las Minas, que fue la base del actual sistema de caminos a Mina La Disputada. En ese lugar descansaban los sacerdotes incaicos cuando se dirigían a hacer ofrendas al Ushnu de Cerro El Plomo. Las ceremonias más importantes llevadas a cabo eran las Capacocha, en la que se sacrificaban individuos jóvenes, para apaciguar a Viracocha (en quechua: Qun Tiksi Wiraqucha). 
Esta era una festividad ritual que se llevaba a cabo en todo el Tawantisuyu entre el siglo XIII y comienzos del siglo XVI. La zona del Valle de Santiago formaba parte del Collasuyo. Felipe Guamán Poma de Ayala, cuando describe al detalle el calendario cívico–religioso de los incas, hace ver que los sacrificios humanos se producían entre los incas, no precisa la época, de forma ordinaria; así por ejemplo, en la fiesta Inti Raymi de junio, en la Chaqra Yapuy Killa (mes de arar) de agosto o en la Qhapaq Inti Raymi (fiesta del señor Sol). El inca supremo es quien ordenaba las normas de estos sacrificios, y los tukuy rikuq (Lengua quechua: corregidores) y michuq (jueces) debían rendirle cuentas de su fiel ejecución. Cada Capac cocha representaba la unión de un espacio sagrado a un tiempo ancestral. Todo esto era parte de la cosmovisión inca, es decir, del estudio a gran escala de la estructura y la historia del Universo en su totalidad y del lugar del imperio inca en él.

## Conservación del cuerpo en el Museo Nacional de Historia Natural

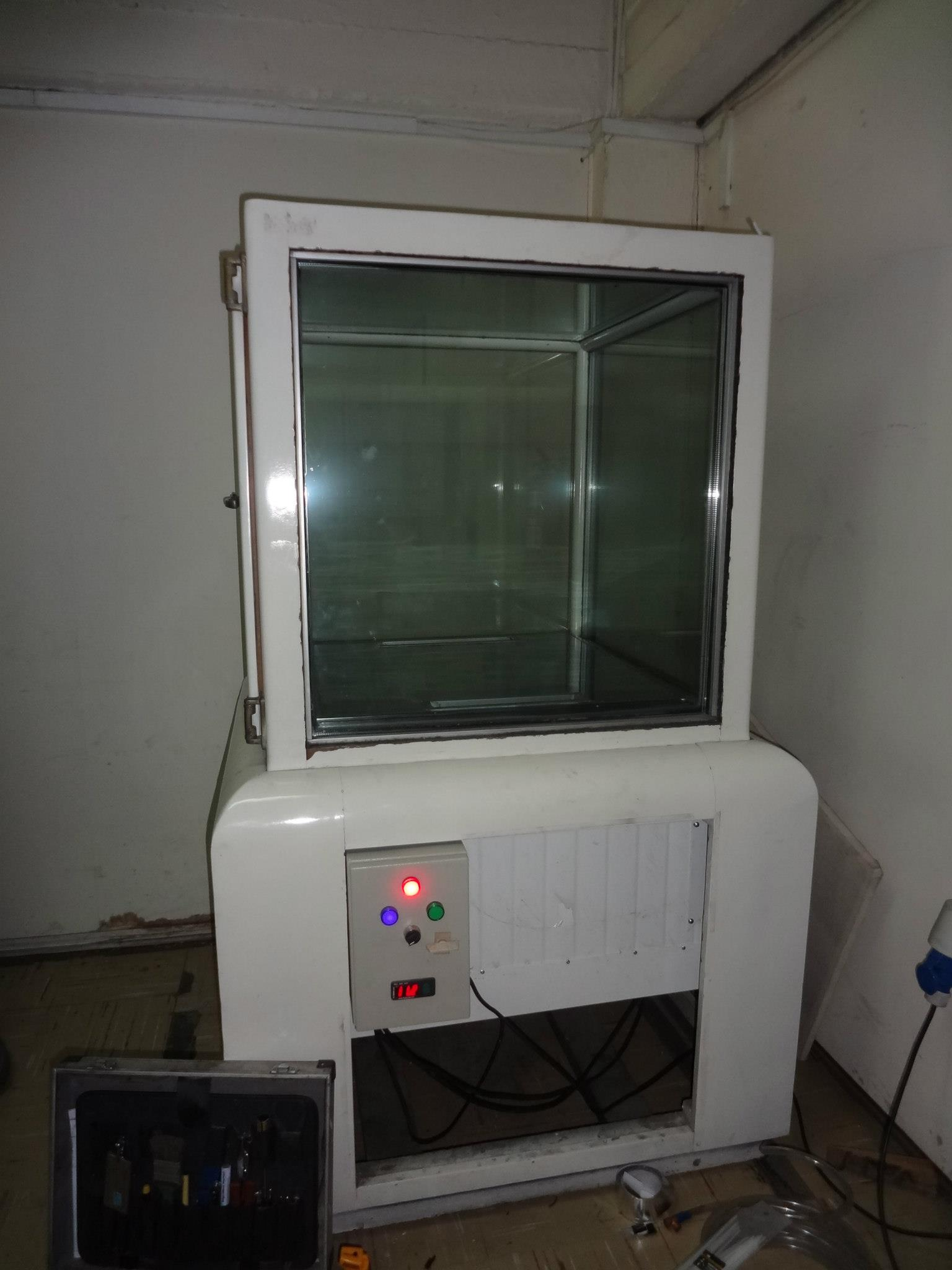
Cámara de refrigeración en la que se conserva el cuerpo del Niño del Cerro El Plomo en el Área de Antropología del Museo Nacional de Historia Natural

El Niño del Cerro El Plomo se encuentra en el Museo Nacional de Historia Natural de Chile. Hasta los años 1980 estaba para la exposición del público, sin embargo ante el deterioro que empezó a experimentar fue trasladado al Área de Antropología del MNHN, de modo de garantizar su óptima preservación. En esta área del museo el cuerpo del niño se encuentra en una cámara refrigerada, que posee una humedad que fluctúa entre el 42% y el 45%, y una temperatura de entre –2 °C y –4 °C.
Una de las hipótesis que explica el excelente estado de conservación de este niño es el que haya sufrido un proceso de liofilización natural, es decir, una deshidratación realizada en condiciones especiales de temperatura y presión, que en este caso ocurrió en la cámara congelada en la que fue depositado el niño y su permanencia allí durante cerca de cinco siglos. El proceso de liofilización permite que el cuerpo pierda sus líquidos, pero sin necesidad de utilizar altas temperaturas, lo que permite mantener sus propiedades químicas, físico-químicas y bioquímicas. La liofilización es utilizada para la conservación de bacterias, cartílagos y huesos que serán posteriormente utilizados en trasplantes, alimentos, medicamentos, entre otros.
Como el cuerpo del niño experimentó una liofilización natural, al haber sido sacado del enterratorio y expuesto a temperaturas más altas, no sufrió un descongelamiento o un deterioro, como sí hubiera sucedido en el caso de que el cadáver hubiese estado simplemente congelado.
En la exhibición Chile Biogeográfico, que abarca todo el primer piso del Museo Nacional de Historia Natural, se muestra una réplica del cuerpo, mientras que al original solo tienen acceso investigadores. Además de procurar la óptima conservación del cuerpo, otra razón por la cual el Niño original no se expone al público proviene de las recomendaciones de Unesco, organismo que sugiere no exhibir restos humanos, para abordar la difusión del patrimonio cultural desde una dimensión ética, y a la vez como una señal de respeto a los pueblos originarios, especialmente cuando se trata de restos y objetos de carácter sagrado, como es el caso del Niño del Cerro El Plomo.

## Estudios e investigaciones realizadas al cuerpo
Dada la importancia científica y patrimonial de esta emblemática pieza del MNHN ha sido sometida a diversos análisis para evaluar aspectos biológicos del cuerpo, así como revisar permanentemente su estado de conservación. El cuerpo ha sido analizado en cuatro ocasiones:
La primera de ellas fue en 1954, y fue hecha por un equipo de profesionales del museo, encabezados por Grete Mostny. En la ocasión se revisaron tanto el cuerpo del niño, así como los objetos que componían su ajuar y la ofrenda funeraria. Los análisis permitieron concluir que el cuerpo corresponde a un niño de ocho o nueve años de edad, de poco más de 1.40 metros de altura, que presentaba algunas lesiones en la piel, señales de congelamiento y liendres en el cabello.
Las plantas de sus pies estaban llenas de llagas, por la agresividad del suelo, o por el calzado poco adecuado para ello que llevaba.
Se constató su complexión obesa, algo poco habitual en los indígenas andinos, pero el cronista indígena Guamán Poma de Ayala menciona este dato en sus escritos:
"(...) Y de los Colla Suyos los yndios tienen muy poca fuersa y ánimo, y gran cuerpo y gordo, seboso, para poco porque comen todo chuno (chuño) y ueuen (beben) chicha de chuno."
Se tomaron muestras de heces del interior del recto, que revelaron una dieta de vegetales y carne sin digerir. La dentadura estaba en buen estado. El cuerpo además estaba pasando por un estado de momificación mixto, una «momificación propiamente tal o estado de momia seca» y una «transformación adipocírica parcial o estado de momia grasa».
Años después, se descubrió que el día anterior al sacrificio había pasado la noche con fiebres altas y diarreas, debido al parásito Trichinella que habitaba en su cuerpo, y que le había provocado la triquinosis.
Un segundo estudio se realizó en 1982, cuando el cuerpo llevaba veintiocho años en el MNHN. En esta ocasión se hizo un estudio bioantropológico, para determinar cuál sería la forma óptima de conservar el cuerpo, a partir de un estudio del deterioro de la piel del niño. El equipo fue liderado por Eliana Durán, entonces jefa del Área de Antropología del MNHN, y que actualmente es curadora emérita del museo. Los avances tecnológicos permitieron realizar una tomografía computarizada del cuerpo y analizarlo con microscopía electrónica. Pese a los adelantos disponibles, este segundo análisis no entregó resultados muy distintos a los obtenidos en 1954 por Grete Mostny, pero sí se recabó información suficiente como para determinar la mejor forma de conservar el cuerpo.

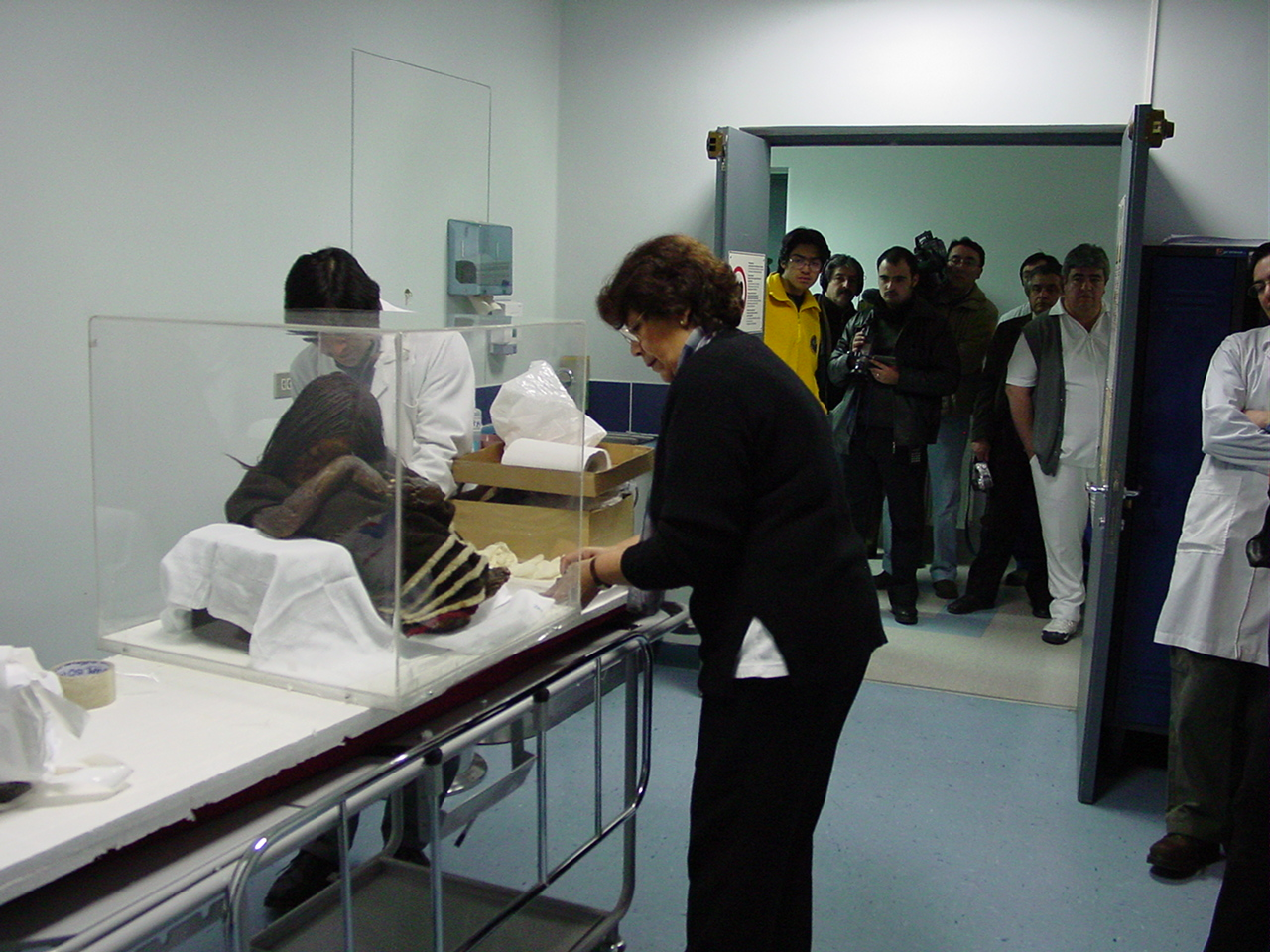
Preparación del Niño del Cerro El Plomo para ser analizado en el Hospital Clínico de la Universidad de Chile (2003)

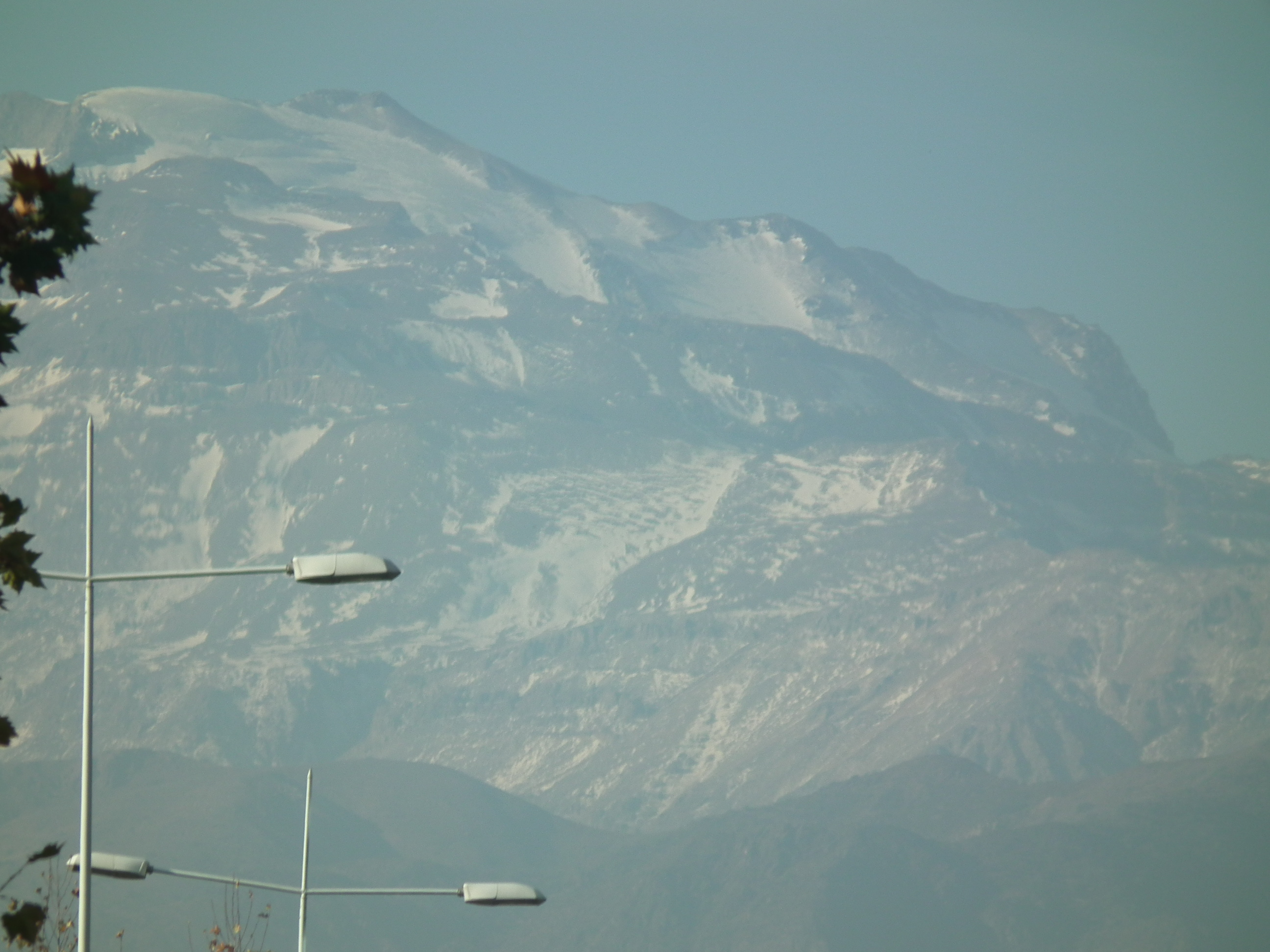
Cerro El Plomo desde Apoquindo

Veintiún años después, en 2003, se realizó un tercer estudio, de forma conjunta entre el Museo Nacional de Historia Natural y el Hospital Clínico de la Universidad de Chile. El carácter de estos estudios fue para controlar el estado de conservación del cuerpo, a través de equipos de alta precisión del centro de imagenología del hospital, como tomografías multicorte e imágenes 3D del cuerpo. También se le realizó una resonancia nuclear magnética y un escáner;  asimismo se tomaron muestras de ADN del cuerpo y determinar su grupo sanguíneo. Además se realizó un examen antidopaje a partir de muestras de pelo del niño. Los resultados de este examen señalan que habría consumido hojas de coca. A pesar de nuevos avances tecnológicos, los resultados tampoco distan mucho de lo que arrojaron los estudios de 1954, que lideró Grete Mostny, lo que da cuenta de la precisión y alcances de los análisis originales.
El cuarto estudio al que ha sido sometido el Niño del Cerro El Plomo fue un levantamiento fotogramétrico realizado por el Instituto Geográfico Militar. Este organismo efectuó la fotogrametría del cuerpo, lo que además fue la primera ocasión en que se aplicaba esta técnica de medición en un cuerpo humano (antes se realizó en estatuas). Este levantamiento permite tener imágenes precisas del cuerpo, que permiten, entre otras cosas, realizar réplicas exactas de este, hasta en los mínimos detalles.

## Galería

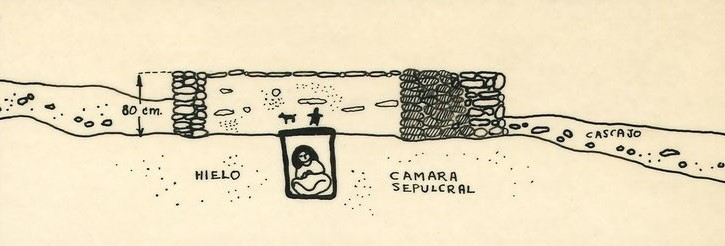
Plano 2 de la pirca mayor